# オーリードのイフィジェニー

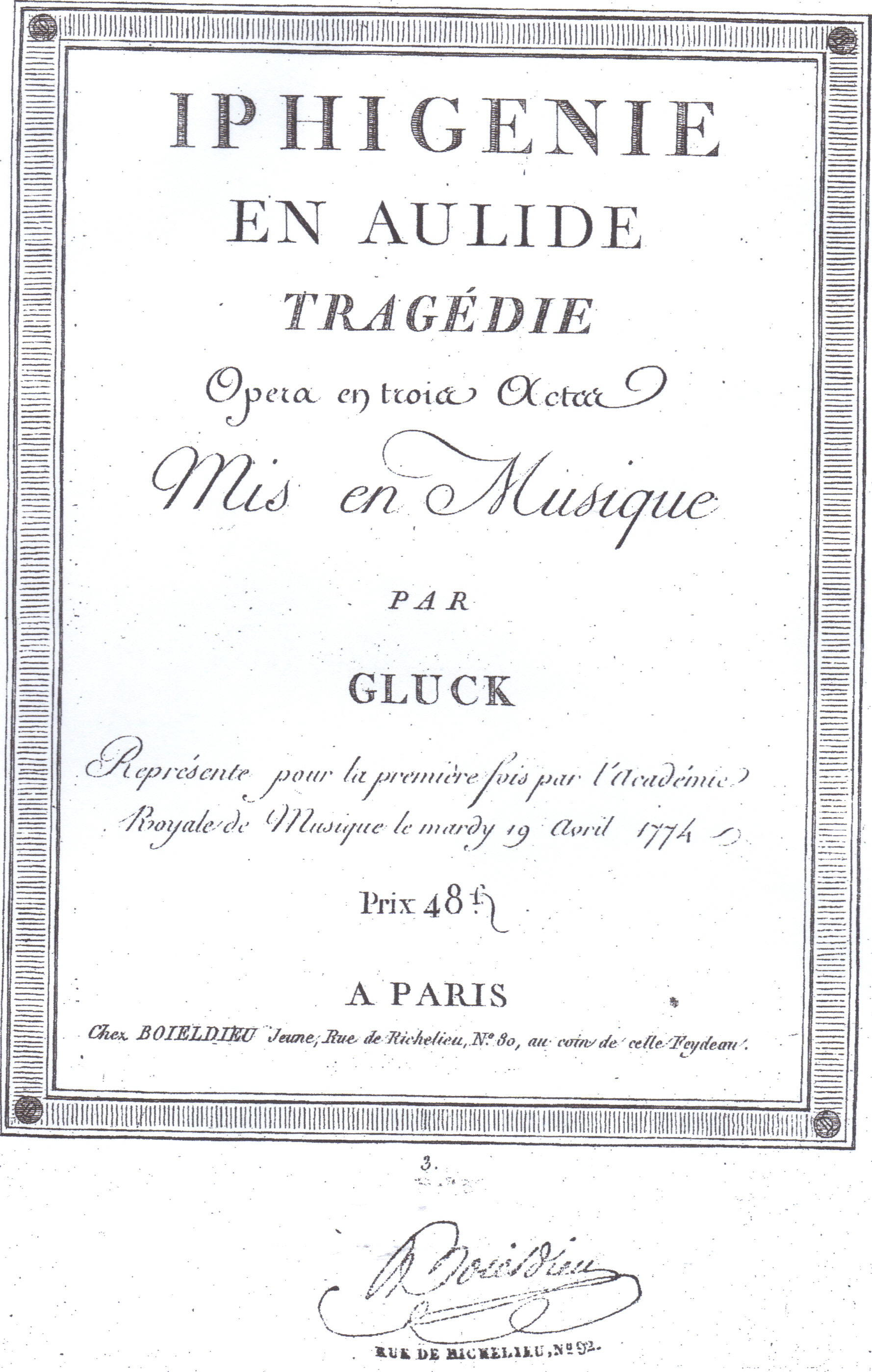
初版の楽譜の表紙

『オーリードのイフィジェニー』（フランス語: Iphigenie en Aulide、ドイツ語: Iphigenie in Aulis）は、ドイツに生まれ、現在のオーストリアとフランスで活躍した作曲家クリストフ・ヴィリバルト・グルックが作曲した全3幕のフランス語のオペラで『オリドのイフィジェニー』、『アウリスのイピゲネイア』などとも表記される。1774年 4月19日にパリ・オペラ座にて初演された。

## 概要

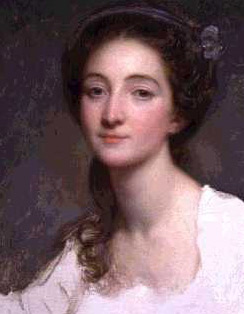
イフィジェニーを演じたソフィー・アルノー

本作はグルックのオペラ改革による最初の抒情悲劇であり、初演後に若干の改訂を行い、改定後のものを正式な作品としている。グルックがパリで作曲（改訂を含む）した７作のフランス語オペラのうち、最初に手掛けた作品で、それらと共に19世紀のパリで中心になるグランド・オペラにまで繋がる役割を果たしたのだった。本作と『トーリードのイフィジェニー』は、むしろ『オルフェとウリディス』を超える傑作であり、グルックの実力が十分に発揮された作品である。
1774年4月19日の初演はソフィー・アルノー演じるイフィジェニーによって幕を開け、成功裡に終わったが、続演はそれほど長くは続かなかった。ルイ15世が亡くなったため、打ち切られたのであった。初演に際して、マリー・アントワネットとその夫で後のルイ16世も臨席していた。1750年代に起こったブフォン論争の際は、フランス・オペラに反対する立場の急先鋒だったジャン＝ジャック・ルソーは本作を大いに称賛する立場となった。
『オペラ史』を著したD・J・グラウトによれば「アガメムノンが最後に素晴らしいモノローグでイフィジェニーの命を救おうと決心する偉大なシーンで、グルックが示した劇作家としての感動力は彼自身の後の『トーリードのイフィジェニー』の一部を除けば並ぶものがない」、そして「もう一つの美しい場面は第3幕のイフィジェニーが別れを告げる《さようなら！いつまでも覚えていて》（Adieu, conservez dans votre âme）で、18世紀の最も完全な感動の表現である」ということである。本作が「『オルフェオとエウリディーチェ』や『アルチェステ』と異なる最も大きな点は、筋の運びがはるかに早く、厳しいことである。それは動きの乏しい画面の連続ではなく、ハラハラさせるような事件に満ちたドラマである。そのため、リズムは一層活発で表現は鋭く、音楽的には小さな範囲でまとまりがあり、しかもそれが一層連続的に巧みに繋がれ、以前の作品のように個々の部分が孤立していない」のである。

## 音楽的特徴

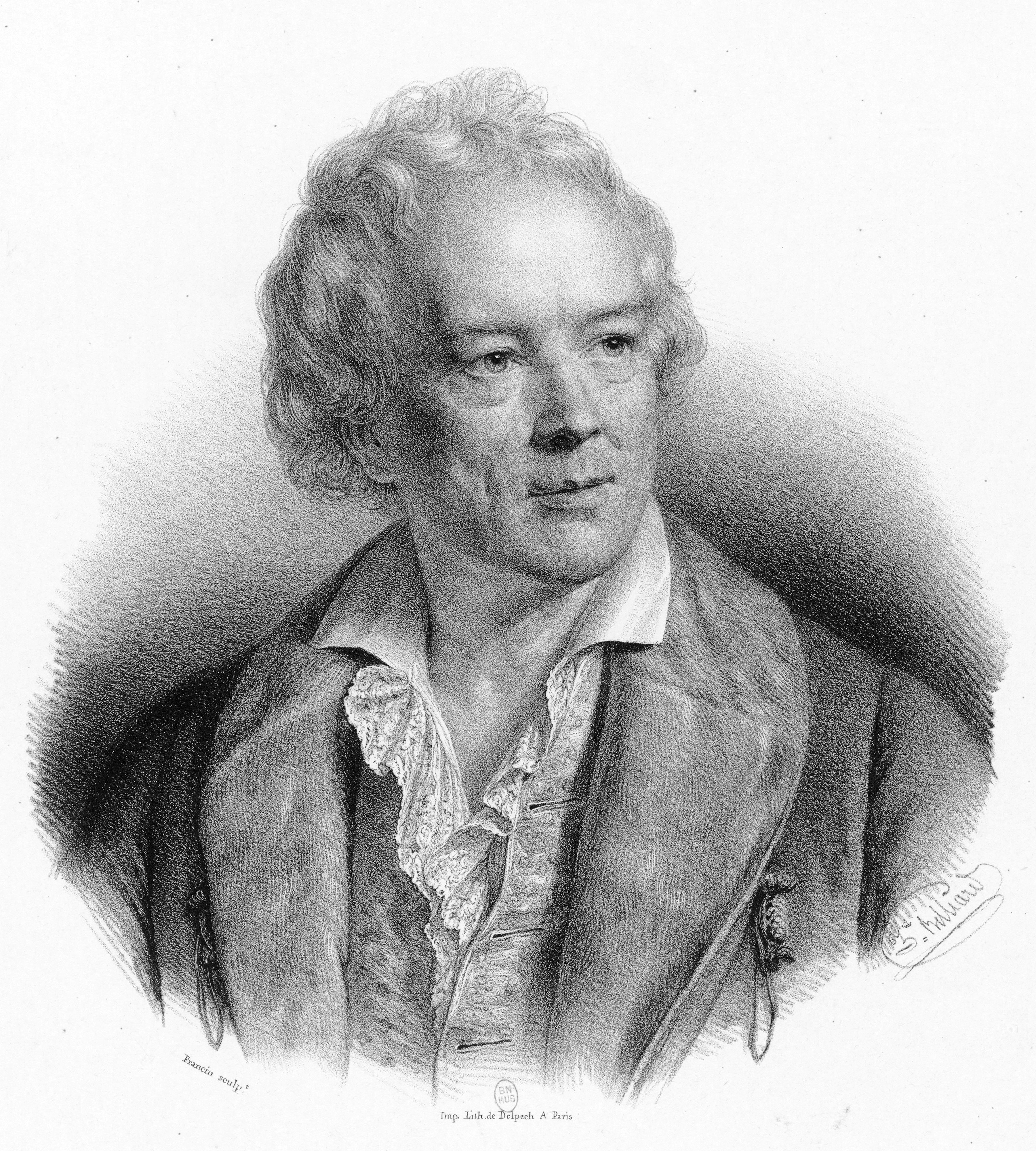
ベリヤールによるグルック

グルックは声の名人芸といったものを追い払い、和声、管弦楽、そのほか彼の熟知している形式と構造のあらゆる手段を用いて、もっぱら表現の直截性と簡潔さを実現しようと試みる。本作はイタリア型アリアを採用せず、しかもバレエを強化したり、合唱の部分に重要性を持たせたりしている点で、フランス様式のものであった。
内藤義博は「本作の特徴は音楽のリズムと適合することが非常に難しいフランス語のアナペスティックな韻律を尊重しながらも、レシタティフにおいても聞き取りやすい旋律を劇詩につけることに成功した点である。その結果、このオペラでは全編がアリアでできているかと勘違いするほど歌うような旋律でできており、ジャン＝バティスト・リュリのオペラと違ってオーケストラ伴奏は誠に重厚であるにもかかわらず、歌詞を明確に聞き取ることができる。歌詞の韻律の尊重と音楽性が見事に融合しているのが、グルックの音楽の特徴である。本作の台本作家であるデュ・ルレはグルックの音楽について「言語の韻律が細心綿密に尊重されているので、この曲では全てがぴったりだと思われる。フランス人の耳に奇妙に聞こえるところは何もない」と述べているほどである。音楽的リズムと詩の拍子が完全に一致しているので、詩句の理解はオーケストラ伴奏によって妨げられることが全くない。これは音楽美学面での大きな効果である。第二の特徴は音楽が登場人物の感情を表現するように作られていることである。－中略－あえて言えば、彼の改革オペラでは歌詞が理解できなくても登場人物の感情の状態が理解できる」と解説している。
今谷和徳によれば「グルックの大きな功績は、伝統的なフランス・オペラの復活とその後のフランス・オペラへの多大な影響という点である。フランス・オペラは周知のとおりリュリの手で確立されたが、リュリが生み出したトラジェディ・リリック（抒情悲劇）というオペラの形は、その後アンドレ・カンプラなどによって引き継がれ、18世紀の中葉にはジャン＝フィリップ・ラモーによって充実した姿を見せるようになっていた。しかし、この頃からパリではイタリアのオペラ・ブッファの人気が高まり、その影響から伝統的なフランス・オペラの上演に陰りが見え始めるようになる。そうした状況を一掃し、伝統的なトラジェディ・リリックを新しい要素を付け加えることによって見事に復活させたのがグルックであった」ということである。

## リブレット

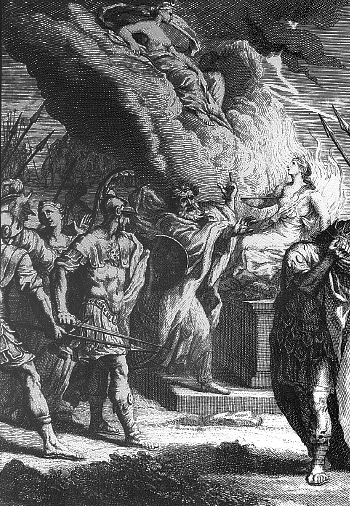
フランソワ・ペリエによる生贄にされるイフィジェニー(1766年)

リブレットはエウリピデスの『アウリスのイピゲネイア』に基づくジャン・ラシーヌの戯曲『イフィジェニー』 (Iphigénie) を原作としてフランソワ=ルイ・ガン・ル・ブラン・デュ・ルレ（ François-Louis Gand Le Bland Du Roullet）がフランス語で作成した。「この台本は一貫して歯切れのよい、テンポの速い詩で、グルックの古典の正統を踏まえながらも驚異的な軽みと端正な美しさをちりばめた楽曲と見事な均衡を保っている」。また、「第3幕は女たちのそれぞれの想いを吐露する迫力に満ちた場となっている。死の恐怖におののき、アシルへの想いを残しながらも、なお国益と栄誉を担う父を思いやり、我が身に死の栄光をと、健気な決意を歌うイフィジェニー。このくだりはイフィジェニーの切実な願いにもかかわらず、結果的には全てが裏目に出る後々のアトレウス家の悲惨な神話を聴衆が承知していることを踏まえた、心憎い詩で綴られている」のである。『ラルース世界音楽事典』では「デュ・ルレはラシーヌの戯曲が5幕構成なのを3幕構成とし、メネラス、ユリッス（オデッセウス）、エリフィールなどの登場人物を削除している。一方で、ラシーヌの原作にないカルカスという神官が登場し、1幕と3幕で重要な役割を演じ、主要人物たちに重くのしかかる悲劇的運命を体現している。主要人物たちの性格はすべて見事に描き出されており、グルックは情況の変転に富んだ筋を最大限に生かしながら、ドラマに強い緊張感を持続させることに成功している」と解説している。

## ワーグナーによる改訂版
ワーグナーは本作の重要性を認識し、自らドイツ語稿を作成し、1847年にドレスデンにて上演した。結末をエウリピデスの原作通りにし、ディアヌがイフィジェニーを自分の女司祭としてトーリードへ行くよう命じるところで終わっている。これはグルックが意図したものではないが、後の『トーリードのイフィジェニー』との繋がりはできた。ワーグナー版はドイツで頻繁に上演された。また、ワーグナーはこのオペラの序曲の演奏会用コーダの補作も行っている。

## 初演後
イギリス初演は1933年 11月20日にオックスフォードにて行われた。出演はグリーン、フィリップス、ヘゼルタイン、ダンス、ウェイド、ドーニング、ダグラスらで、指揮はハーヴェイであった。また、アメリカ初演は1935年 2月25日にフィラデルフィアのアカデミー・オブ・ミュージックで行われた。出演はヴァン・ゴードン、ベントネッリ、バクラノフらで、指揮はスモーレンズであった。日本初演は1937年 4月19日に東洋音樂學校により日比谷公会堂にて行われた。

## 楽器編成
- 木管楽器: フルート2、オーボエ2、クラリネット2、バスーン2
- 金管楽器 : ホルン2、トランペット2
- 打楽器 : ティンパニ
- 弦五部、チェンバロ

## 演奏時間
序曲10分、第1幕40分、第2幕35分、第3幕25分、合計約1時間50分

## 登場人物
| 人物名           | 原語         | 声域         | 役                                    | 1774年4月19日初演のキャスト 指揮者： ルイ・ジョゼフ・フランクール 振付： ガエタン・ヴェストリス |
| ---------------- | ------------ | ------------ | ------------------------------------- | ----------------------------------------------------------------------------------------------- |
| イフィジェニー   | Iphigénie    | ソプラノ     | アガメムノンの娘 ミケーネの王族の一人 | ソフィー・アルノー                                                                              |
| アガメムノン     | Agamemnon    | バリトン     | ミケーネの王 ギリシャ軍総大将         | アンリ・ラリヴェー                                                                              |
| クリテムネストル | Clytemnestre | メゾソプラノ | アガメムノンの妻                      | ロザリー・カンパーニュ                                                                          |
| アシル           | Achille      | テノール     | ギリシャの英雄                        | ジョセフ・ルグロ                                                                                |
| ディアヌ         | Diane        | ソプラノ     | 狩りの女神（アルテミス）              | －                                                                                              |
| カルカス         | Calchas      | バス         | 大司祭                                | ニコラ・ゲラン                                                                                  |
| パトロコル       | Patrocle     | バス         | アシルの親友、ギリシャの将            | デュラン                                                                                        |
| アルカス         | Arcas        | バス         | ギリシャ軍の衛兵隊長                  | ボーヴァレ                                                                                      |

合唱：３人のギリシャ人女性、兵士たち、奴隷たち、祭司たち、民衆

## あらすじ
時と場所：トロイア戦争当時のオーリード

### 第1幕
ギリシャ軍の野営地

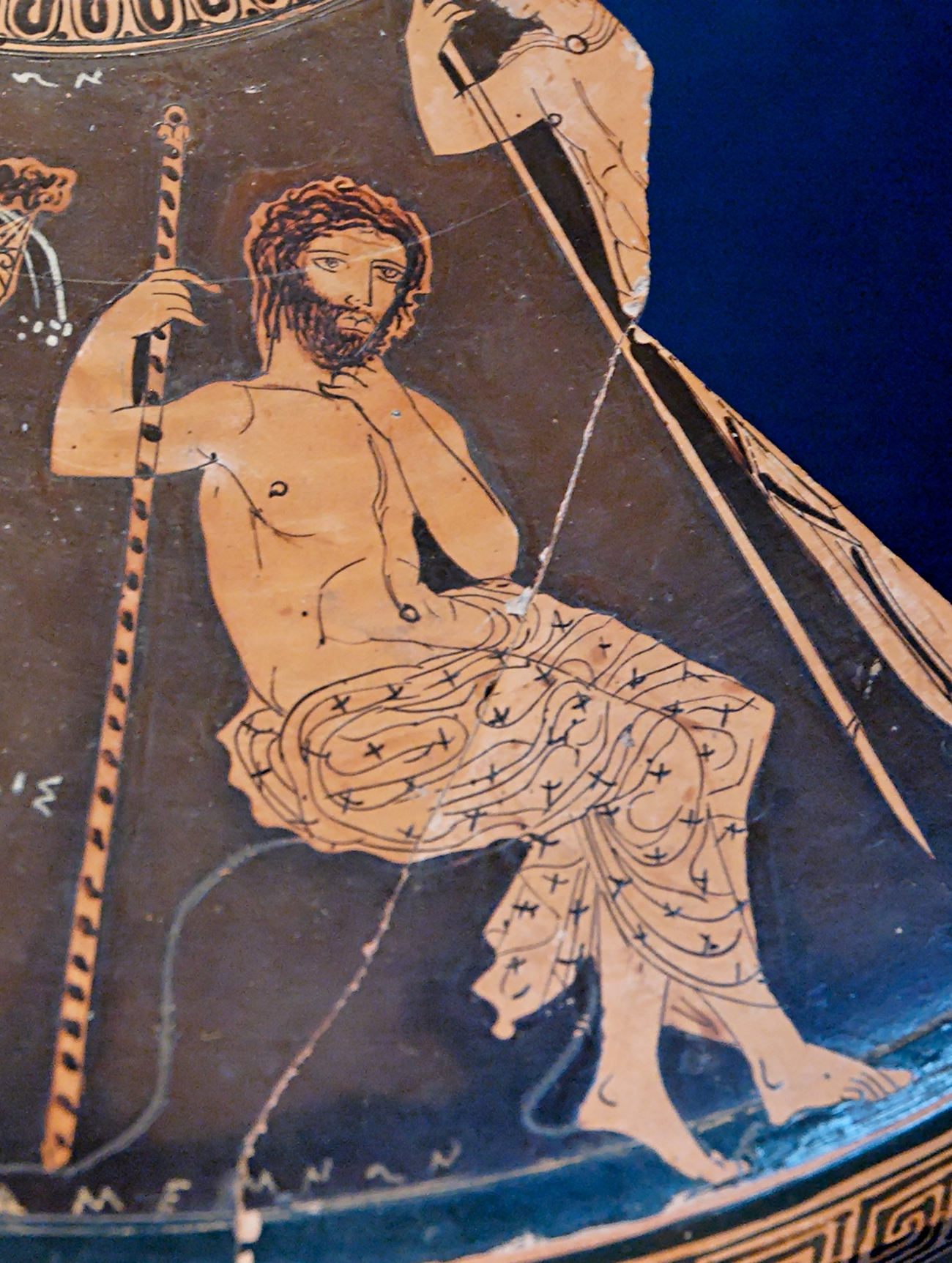
アガメムノン

序曲は劇中で激しく対立することになる感情を暗示している。冒頭の小節の回帰とともにアガメムノンが歌い出す。これは筋書きの運びを早める非常に劇的で、驚くべき身振りとなっており、このオペラの大変柔軟な様式を予感させるものとなっている。トロイ遠征に向かう途中だったギリシャ連合軍は、凪のためアウリスの港から船を出港できず長らく駐留していた。大祭司カルカスが神託を仰ぐと、どうやら風が吹かない理由は、ギリシャ軍の総大将アガメムノンが、狩猟の女神ディアヌのお気に入りの女鹿を殺して、女神の逆鱗に触れたからだということである。カルカスによると、怒りを鎮めるためにはアガメムノンの娘イフィジェニーを生贄に捧げなければならないということだった。アガメムノンは、やむなく娘を生贄に捧げることを誓い、イフィジェニーを恋人のアシルと結婚させるからということを口実にして娘を呼び寄せるよう指示を出した。しかし、アガメムノンにとっては大事な自分の娘なので、すぐに後悔の念に駆られる。そして、アシルが不義を働いたので、結婚させるわけにはいかなくなったということで来なくてよいと、護衛兵隊長のアルカスにイフィジェニーを追い返すようを頼む。しかし、大祭司カルカスに神への誓いを反故にすることなど許されるはずがなかろうと叱責される。アガメムノンは娘がこの地に到着したら、その時は軍のために娘を生贄として捧げることを余儀なく承諾させられる。アガメムノンは〈アリア〉「神よ、父の私に命じるのか」（Peuvent-ils ordonner qu'un père）と苦悩を歌う。アガメムノンの引き返したかもしれないという僅かな希望に反し、妻のクリテムネストルが娘のイフィジェニーと共にオーリードに到着する。メヌエット風の合唱「何という魅力、何という威厳」（Que d'attraits, que de majesté!）でギリシャ人たちが二人を迎える。アガメムノンは2人の登場の直前に無念の想いを胸に退場する。アシルが心変わりをしたと聞き、クリテムネストルは激怒し、イフィジェニーは悲嘆に沈むが、そこに姿を現したアシルがそんなことは身に覚えがないと必死にイフィジェニーたちの誤解であると説得し、2人は〈2重唱〉「決して私の熱情を疑わないで」（Ne doutez jamais de ma flamme）を歌って、疑念が晴れるとすぐに結婚しようと誓い合うのだった。

### 第2幕
ギリシャ軍の野営地

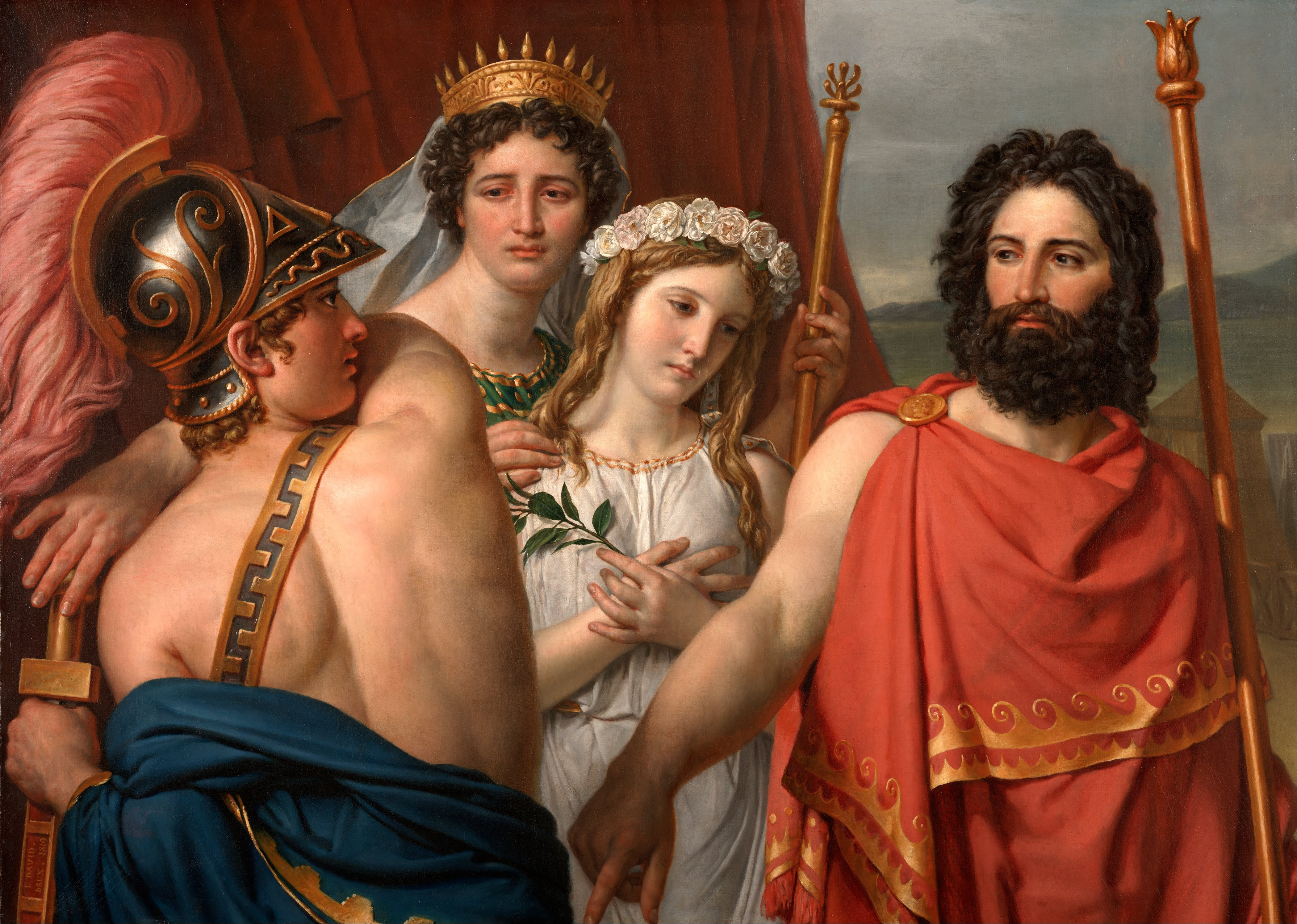
ジャック＝ルイ・ダヴィッドによる絵画『アキレウスの怒り』。1819年

結婚を決めたアシルとイフィジェニーを、ギリシャ人女性たちが〈合唱〉「ご安心ください、美しい王女様」（Rassurez-vous, belle princesse）と祝福している。アシルもパトロコルとやって来て、イフィジェニーにパトロコルを紹介する。アシルはテッサリア人の合唱を率いて「歌え、諸君の王妃を祝福せよ」（Chantez, célébrez votre reine!）と勇壮な曲を歌う。クリテムネストルもイフィジェニーの結婚に幸せで一杯になり、ディアヌへ祈りを捧げる儀礼的な4重唱と合唱「決っしてあなたの祭壇に」（Jamais à tes autels le plus saint des sermens）となり、祝いの祭壇へと向かおうとする。そこへ護衛兵隊長のアルカスが現れ「これ以上、罪深く沈黙を守ってはいられない」（Je ne puis plus garder un coupable silence.）と言い「祭壇では結婚式ではなく、生贄を捧げる儀式が行われるのです！」（Attend sa fille au temple, et c'est – pour l'immoler.）と、これまでの経緯を全て暴露してしまう（この暴露は無伴奏で歌われるので、全ての言葉が明確に聞き取れるようになっている）。
場は恐怖が引き起こされ凍りつく。クリテムネストルは怒りに震え〈アリア〉「残酷な父から死を宣告され」（Par un père cruel à la mort condamnée）を歌い、アシルに助けを求める。アシルは絶対に愛するイフィジェニーを守ると宣言する。イフィジェニーは「自分を大切にしてくれる不幸な父」（Un père infortuné, qui me chérit lui-même.）と冷静に振る舞う。クリテムネストルとイフィジェニーが退場すると、アガメムノンがやって来るので、アシルは激しく彼に抗議し、イフィジェニーを生贄にするなら、まず、自分を殺せと激高する。王であり軍の総大将であるアガメムノンは、毅然とした態度でアシルを退かせた。しかしアガメムノンの本心は、娘を失う苦悩で気も狂わんばかりとなっている。とうとう彼はアルカスを呼び付け、イフィジェニーを連れてミケーネへ逃げるよう命令する。そして〈アリア〉「ああ、何よりも大切な娘よ」（O toi, l'objet le plus aimable）を歌い、娘ではなく、自分自身を犠牲にすると決め、ディアヌに挑む覚悟を固めるのだった。

### 第3幕

#### 第1場
ギリシャ軍の野営地

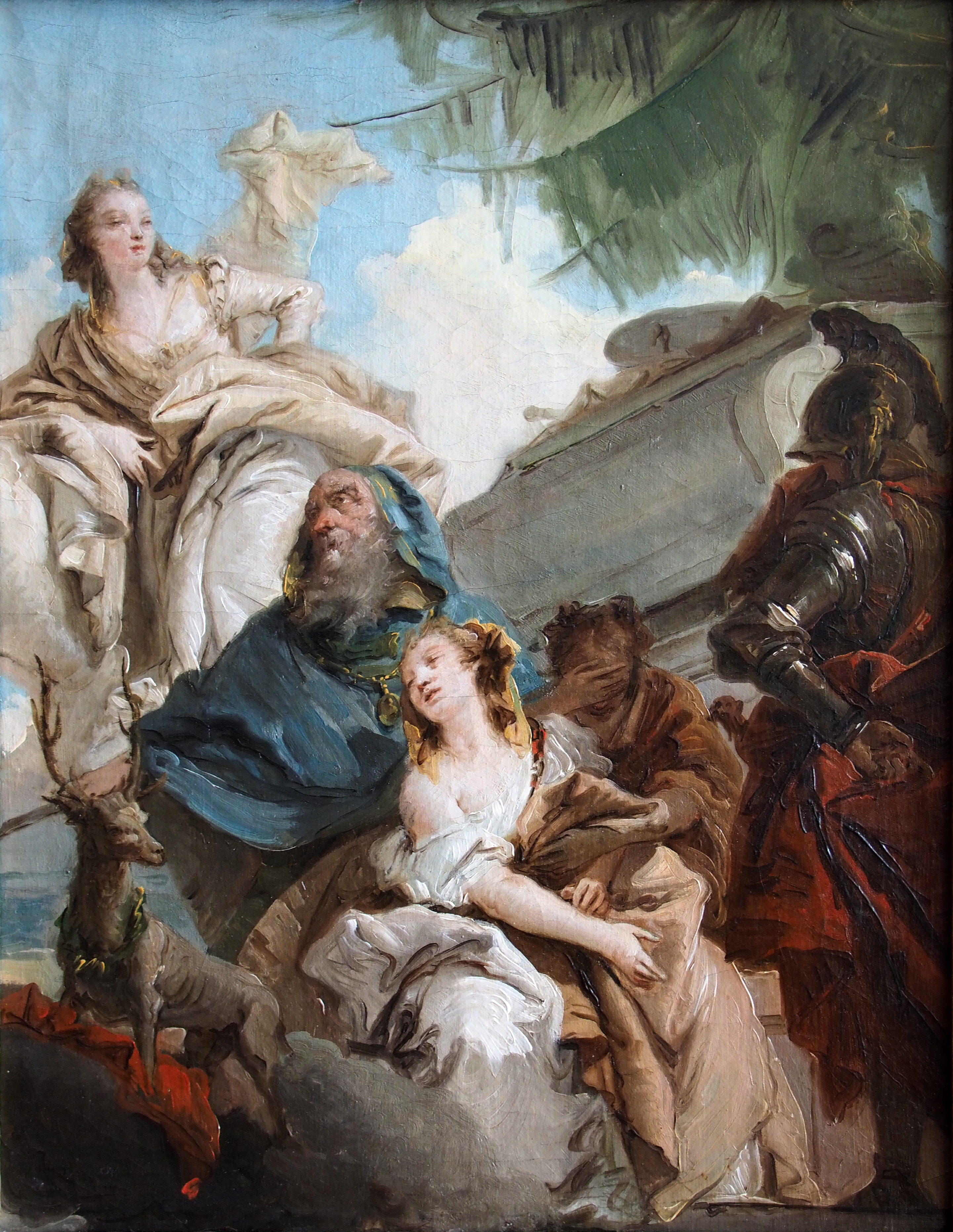
ティエポロ によるイフィジェニーの犠牲

祭壇からは情け容赦のない「早く生贄を！」という人々の全音階のホモフォニックな合唱が聴こえる（この合唱は第3幕において何回か繰り返される）。イフィジェニーはアルカスと逃亡することを拒否し、アルカスに儀式の間、母の面倒を見てくれるよう頼む。人々はイフィジェニー逃げることを警戒している。アシルがいきなり現れ、自分と逃げるようにイフィジェニーに求める。しかし、イフィジェニーは貴方への愛は変わりないが、私は運命に従い死を覚悟しなければならないと言う。「絶対に娘を手放しはしない！」と言う母クリテムネストルにも「弟のオレストのためにも生きて」（Vivez pour Oreste, mon frère）別れを告げると、呼ばれるがまま祭壇へと向かった。残されたクリテムネストルは、絶望の余り狂ったように「ジュピター大神よ、この地に雷を放て！」（Jupiter, lance la foudre!）と絶叫する。祭壇の方からは、生贄を捧げる儀式の合唱が聴こえて来る。

#### 第2場
祭壇の設けられた海岸
祭壇の設けられた海岸に人々が集まり、イフィジェニーが壇上に跪いている。しかし儀式が始まり、大祭司カルカスが彼女に剣を振り下ろそうとした所へ、仲間のテッサリア人たちを引き連れたアシルが乱入して来る。大混乱の中、アシルは必死でイフィジェニーを救おうとするが、それでもイフィジェニーは「神よ！この身を生贄としてお取りください」（Grands dieux! prenez votre victime.）と祈り、深く頭を下げている。するとその健気な姿に心を打たれた女神ディアヌが、皆の前に姿を現すと娘の美徳と母親の涙に免じて怒りを収め、出港を阻止することも止めようと告げ、若い恋人たちは幸せになるようにと言い姿を消した。皆は女神に感謝し喜びの歌を歌う。アガメムノン、クリテムネストル、イフィジェニー、アシルの4重唱「私の心は喜びを抑え切れない 」（Mon coeur ne saurait contenir)となる。ギリシャ軍の船団は風を受けてようやくトロイを目指して出港することができ、兵士たちは力強く勝利を誓うのだった。

## 主な全曲録音・録画
| 年   | 配役 イフィジェニー クリテムネストル アガメムノン アシール                                                 | 指揮者 管弦楽団 合唱団                                                                                  | レーベル                                             |
| ---- | --- | --- | ---------------------------------------------------- |
| 1951 | マルタ・ムジアル ヨハンナ・ブラッター ディートリヒ・フィッシャー＝ディースカウ ヘルムート・クレープス      | アルトゥール・ローター ベルリン放送交響楽団 RIAS室内合唱団                                              | CD: Gala ASIN: B01K8QH918 ドイツ語歌唱               |
| 1962 | クリスタ・ルートヴィヒ インゲ・ボルク ヴァルター・ベリー ジェームズ・キング                                | カール・ベーム ウィーン・フィルハーモニー管弦楽団 ウィーン国立歌劇場合唱団 ザルツブルク音楽祭室内合唱団 | CD: ORFEO ASIN: B000028AX4 ドイツ語歌唱              |
| 1972 | アンナ・モッフォ トゥルデリーゼ・ シュミット ディートリヒ・フィッシャー＝ディースカウ ルドヴィク・スピース | クルト・アイヒホルン ミュンヘン放送管弦楽団 バイエルン放送合唱団                                        | CD: オイロディスク ASIN: B000FTW8IS ワーグナー改訂版 |
| 1987 | リン・ドーソン アンネ・ゾフィー・フォン・オッター ジョゼ・ヴァン・ダム ジョン・エイラー                    | ジョン・エリオット・ガーディナー リヨン国立歌劇場管弦楽団 モンテヴェルディ合唱団                        | CD: ERATO ASIN: B000005E5N                           |
| 2011 | ヴェロニク・ジャンス アンネ・ゾフィー・フォン・オッター ニコラ・テステ フレデリック・アントゥン            | マルク・ミンコフスキ ルーヴル宮音楽隊 ネーデルラント・オペラ合唱団 演出: ピエール・オーディ             | DVD: Opus Arte ASIN: B00ANRQBGC                      |
| 2013 | カミッラ・ニールンド ミケーレ・ブリート オリヴァー・ツヴァルク クリスティアン・エルスナー                  | クリストフ・シュペリング ダス・ノイエ・オルケスター コーラス・ムジクス・ケルン                          | CD: Oehms ASIN: B00IA8MADY ワーグナー改訂版          |